# Pseudoicichthys australis
Pseudoicichthys australis är en fiskart som först beskrevs av Haedrich, 1966.  Pseudoicichthys australis ingår i släktet Pseudoicichthys och familjen svartfiskar. Inga underarter finns listade i Catalogue of Life.